# Саламандра прибережна
Саламандра прибережна (Stereochilus marginatus) — єдиний вид земноводних роду Багатолінійна саламандра родини Безлегеневі саламандри.

## Опис
Загальна довжина досягає 7 см. Голова середнього розміру. очі маленькі. Тулуб стрункий та довгий. Кінцівки короткі, слабкорозвинені. Хвіст сплощено з боків. Забарвлення спини коричневе з різними відтінками. Черево червонувате або помаранчевого кольору. Уздовж спини та боків тягнуться тоненькі чорні лінії.

## Спосіб життя
Полюбляє озера, річки, болота у лісистій місцині. Практично увесь час проводить у воді. Активна переважно вночі. Живиться безхребетними.
Самиця відкладає під каміння або у мул від 16 до 121 яєць діаметром 2—3,5 мм. Личинки мають завдовжки 8 мм. Метаморфоза триває 2—3 роки.

## Розповсюдження
Поширена у прибережних районах Атлантичного узбережжя США: південно-східна Вірджинія, східна Північна Кароліна, східна Південна Кароліна, Джорджія, північно-східна Флорида.